# Arquus Sherpa Light
Pour les articles homonymes, voir Sherpa (homonymie).
 (janvier 2013).
Si vous disposez d'ouvrages ou d'articles de référence ou si vous connaissez des sites web de qualité traitant du thème abordé ici, merci de compléter l'article en donnant les références utiles à sa vérifiabilité et en les liant à la section « Notes et références ».
Le Sherpa Light (ancien Sherpa 2) est un véhicule tactique blindé léger, produit par Renault Trucks Defense, aujourd'hui Arquus qui a été présenté au public lors du salon Eurosatory 2006.

## Caractéristiques
Cette section est promotionnelle ou publicitaire (novembre 2023). Considérez son contenu avec précaution et/ou discutez-en.

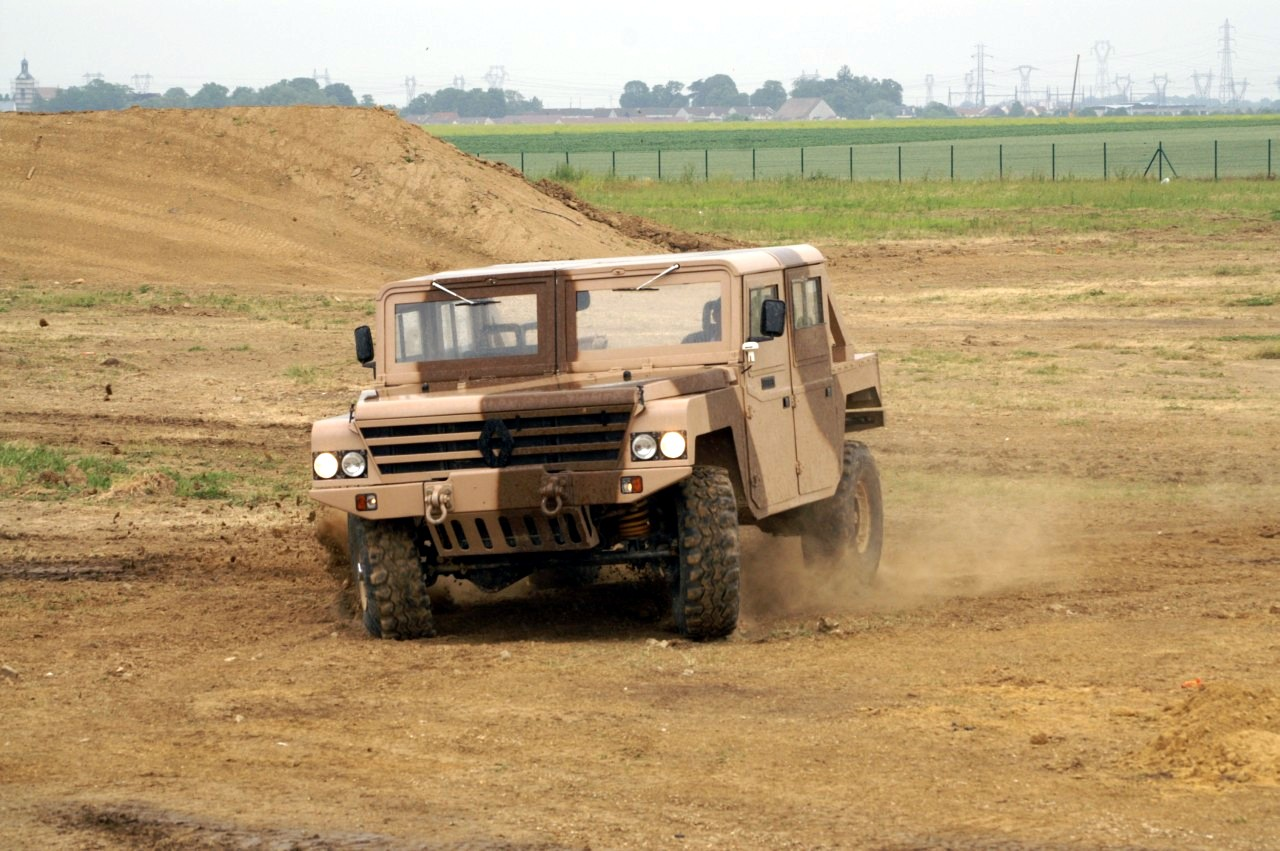
Sherpa Light en démonstration sur un terrain d’entraînement en 2005 ou 2006.

Doté de quatre roues motrices permanentes, le Sherpa Light est conçu pour les unités de projection et d'intervention. Il a une charge utile de deux tonnes sur route comme sur les terrains les plus difficiles. Le Sherpa 2 est aérotransportable.
Par ailleurs, le véhicule dispose d'une cabine de quatre places et d'une capacité de chargement arrière de 2,5 m3.
Le Sherpa Light Scout est l'une des six versions de la famille Sherpa Light. Disponible en variantes non blindées ou blindées (kits balistiques, minés et IED), le Scout est utilisé pour les missions tactiques telles que la patrouille, l'escorte de convoi et le commandement et la liaison.[réf. nécessaire] Il est capable de transporter jusqu'à 4 ou 5 soldats ou une charge utile totale maximale de 4 tonnes. Ses véhicules sont à la disposition des clients nord-américains via MACK Defense sous licence.
Version « Advanced Mobile Mortar » [A2M] proposée en 2022. Elle embarque le support déployable à visée automatique « Alakran » de NTGS portant le mortier rayé de 120 mm 2R2M fourni par Thales, trois fois plus précis qu’un mortier à âme lisse. Jusqu’à 40 obus peuvent être transportés à l'arrière, voir plus dans la cabine si nécessaire. Un mortier de 81 mm peut aussi être employé.

## Utilisateurs

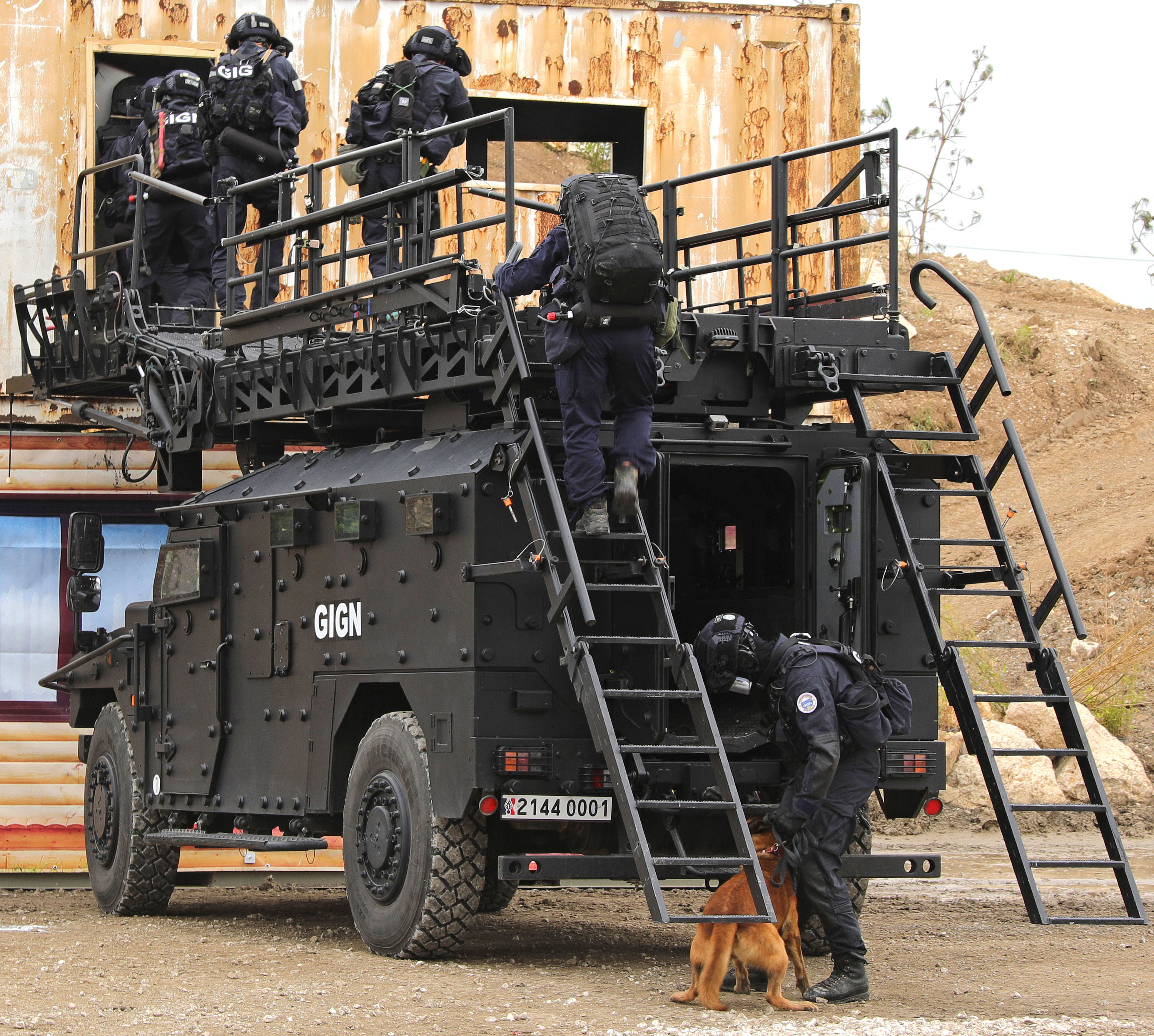
Véhicule d'assaut Sherpa Light du Groupe d'intervention de la Gendarmerie nationale lors d'une démonstration - juin 2018.

Depuis 2012, la version civile est vendue en Afrique, au Moyen-Orient et en Russie.
Utilisateurs des versions militaires de la famille Sherpa Light :
- France - 
  - Le groupe d'intervention de la Gendarmerie nationale (GIGN) a utilisé l'échelle d'assaut sur un Sherpa APC. Deux en 2018.
  - En dotation dans les forces spéciales de l'Armée française : 202 PLFS F1 ( Poids Lourd des Forces Spéciales modèle F1 ).
- Brésil - police fédérale
- Chili - Grupo de Operaciones Policiales Especiales (es) (G.O.P.E.) Carabineros de Chile
- Liban - forces de sécurité
- Égypte  - Utilisé par l' armée égyptienne et les forces de police nationale[3].
- Indonésie - forces de sécurité [4],[5]
- Inde - National Security Guard
- Koweït - forces de sécurité, 300 commandés en 2018[6], fin de livraison en 2020[7].

## Véhicules équivalents
- Pindad Komodo
- URO VAMTAC
- Humvee
- Iveco LMV
- LAPV Enok
- Mowag Eagle
- Oshkosh L-ATV
- Fortress MK-2
- ACMAT Bastion